# Epacris cerasicollina
Epacris cerasicollina är en ljungväxtart som beskrevs av Crowden. Epacris cerasicollina ingår i släktet Epacris och familjen ljungväxter. Inga underarter finns listade i Catalogue of Life.